# Sci di fondo agli VIII Giochi paralimpici invernali
Per lo sci di fondo ai VIII Giochi paralimpici invernali di Salt Lake City 2002 furono disputate 32 gare (20 maschili e 12 femminili).

## Medagliere
| Posizione | Paese       |    |    |    | Totale |
| --------- | ----------- | -- | -- | -- | ------ |
| 1         | Norvegia    | 9  | 1  | 5  | 15     |
| 2         | Russia      | 11 | 7  | 3  | 21     |
| 3         | Germania    | 6  | 1  | 8  | 15     |
| 4         | Finlandia   | 4  | 1  | 3  | 8      |
| 5         | Canada      | 2  | 1  | 0  | 3      |
| 6         | Italia      | 2  | 0  | 0  | 10     |
| 7         | Bielorussia | 1  | 1  | 0  | 2      |
| 8         | Polonia     | 1  | 0  | 1  | 2      |
| 9         | Ucraina     | 0  | 5  | 5  | 10     |
| 10        | Stati Uniti | 0  | 5  | 0  | 5      |
| 11        | Francia     | 0  | 3  | 2  | 5      |
| 12        | Paesi Bassi | 0  | 3  | 0  | 3      |
| 13        | Svezia      | 0  | 1  | 1  | 2      |
| 14        | Slovacchia  | 0  | 1  | 0  | 1      |
| 15        | Svizzera    | 0  | 0  | 2  | 2      |
| 16        | Giappone    | 0  | 0  | 1  | 1      |
| Totale    | Totale      | 32 | 32 | 32 | 96     |

## Podi
Le gare erano divise in:
- 2,5 km: donne
- 5 km: uomini - donne
- 10 km: uomini - donne
- 15 km: uomini - donne
- 20 km: uomini
- 1x2,5 km/2x5 km staffetta: uomini - donne
- 3x2,5 km staffetta: donne

Ogni evento era separato in In piedi, Seduti e Ipo o non vedenti:
- LW2 - in piedi: amputazione alla singola gamba sopra il ginocchio
- LW3 - in piedi: amputazione ad entrambe le gambe sotto il ginocchio, paralisi cerebrale lieve o danno equivalente
- LW4 - in piedi: amputazione alla singola gamba sotto il ginocchio
- LW5/7 - in piedi: doppia amputazione braccia
- LW6/8 - in piedi: amputazione al singolo braccio
- LW9 - in piedi: amputazione o menomazione equivalente di un braccio e di una gamba
- LW10 - seduti: paraplegia con o nessuna funzione addominale superiore e nessun equilibrio di seduta funzionale
- LW11 - seduti: paraplegia con equilibrio di seduta corretto e funzionale
- LW12 - seduti: doppia amputazione della gamba sopra le ginocchia o paraplegia con una certa funzionalità della gamba e un buon equilibrio da seduti
- B1 - ipo o non vedenti: nessuna funzione visiva
- B2 - ipo o non vedenti: funzione visiva dal 3 al 5%
- B3 - ipo o non vedenti: funzione visiva inferiore al 10%

### Uomini
| Evento                 | Classe                                                  | Oro                                                 | Argento                                                       | Bronzo |
| 5 km tecnica classica  |                                                         |                                                     |                                                               |        |
| B1                     | Helge Flo                                               | Oleh Munts                                          | Valeri Kouptchinski                                           |        |
| B2                     | Frank Höfle                                             | Nikolai Ilioutchenko                                | Emil Östberg                                                  |        |
| B3                     | Brian McKeever                                          | Irek Mannanov                                       | Vitaliy Lukyanenko                                            |        |
| LW2-4                  | Kjartan Haugen                                          | Steven Cook                                         | Roland Gaess                                                  |        |
| LW5-9                  | Andreas Hustveit                                        | Axel Hecker                                         | Yoshihiro Nitta                                               |        |
| 5 km sitski            |                                                         |                                                     |                                                               |        |
| LW10                   | Sergej Shilov                                           | Mikhail Terentiev                                   | Klaus Kleiser                                                 |        |
| LW11                   | Roland Ruepp                                            | Oliver Anthofer                                     | Alain Marguerettaz                                            |        |
| LW12                   | Taras Kryjanovski                                       | Vladimir Gajdiciar                                  | Wieslaw Fiedor                                                |        |
| 10 km tecnica libera   |                                                         |                                                     |                                                               |        |
| B1                     | Valeri Kouptchinski                                     | Oleh Munts                                          | Wilhelm Brem                                                  |        |
| B2                     | Frank Höfle                                             | Emil Östberg                                        | Emil Östberg                                                  |        |
| B3                     | Brian McKeever                                          | Irek Mannanov                                       | Alexander Schwarz                                             |        |
| LW2-4                  | Nils Erik Ulset                                         | Steven Cook                                         | Harald Thauer                                                 |        |
| LW5-9                  | Axel Hecker                                             | Andreas Hustveit                                    | Josef Giesen                                                  |        |
| 10 km sitski           |                                                         |                                                     |                                                               |        |
| LW10                   | Mikhail Terentiev                                       | Sergej Shilov                                       | Hanspeter Weber                                               |        |
| LW11                   | Roland Ruepp                                            | Alain Marguerettaz                                  | Ruedi Weber                                                   |        |
| LW12                   | Wieslaw Fiedor                                          | Robert Balk                                         | Mykola Ovcharenko                                             |        |
| 15 km sitski           |                                                         |                                                     |                                                               |        |
| LW10-12                | Sergej Shilov                                           | Mikhail Terentiev                                   | Oliver Anthofer                                               |        |
| 20 km tecnica classica |                                                         |                                                     |                                                               |        |
| In piedi               | Nils Erik Ulset                                         | Steven Cook                                         | Josef Giesen                                                  |        |
| Ipo e non vedenti      | Valeri Kouptchinski                                     | Brian McKeever                                      | Frank Höfle                                                   |        |
| 1x2.5/2x5 km staffetta |                                                         |                                                     |                                                               |        |
| Aperta                 | Russia Irek Mannanov Nikolai Ilioutchenko Sergej Shilov | Stati Uniti Robert Balk Steven Cook William Stewart | Norvegia Kjartan Haugen Karl Einar Henriksen Andreas Hustveit |        |

### Donne
| Evento                | Classe                                                  | Oro                                                           | Argento                                                     | Bronzo |
| 2,5 km sitski         |                                                         |                                                               |                                                             |        |
|                       | Ragnhild Myklebust                                      | Svitlana Tryfonova                                            | Olena Iurkovska                                             |        |
| 5 km tecnica classica |                                                         |                                                               |                                                             |        |
| B1                    | Verena Bentele                                          | Fabienne Kaci                                                 | Merja Hannele Hanski                                        |        |
| B2-3                  | Yadviha Skorabahataya                                   | Jaana Argillander                                             | Tone Gravvold                                               |        |
| In piedi              | Tanja Kari                                              | Marjorie van de Bunt                                          | Siw Vestengen                                               |        |
| 5 km sitski           |                                                         |                                                               |                                                             |        |
|                       | Ragnhild Myklebust                                      | Svitlana Tryfonova                                            | Olena Iurkovska                                             |        |
| 10 km tecnica libera  |                                                         |                                                               |                                                             |        |
| B1-2                  | Verena Bentele                                          | Emilie Tabouret                                               | Fabienne Kaci                                               |        |
| B3                    | Jaana Argillander                                       | Yadviha Skarabahataya                                         | Tatiana Ilioutchenko                                        |        |
| In piedi              | Tanja Kari                                              | Marjorie van de Bunt                                          | Siw Vestengen                                               |        |
| 10 km sitski          |                                                         |                                                               |                                                             |        |
|                       | Ragnhild Myklebust                                      | Svitlana Tryfonova                                            | Olena Iurkovska                                             |        |
| 15 km tecnica libera  |                                                         |                                                               |                                                             |        |
| In piedi              | Tanja Kari                                              | Marjorie van de Bunt                                          | Siw Vestengen                                               |        |
| Ipo e non vedenti     | Verena Bentele                                          | Tatiana Ilioutchenko                                          | Jaana Argillander                                           |        |
| 3×2,5 km staffetta    |                                                         |                                                               |                                                             |        |
| Aperta                | Norvegia Tone Gravvold Ragnhild Myklebust Siw Vestengen | Russia Elvira Ibraginova Tatiana Ilioutchenko Irina Polyakova | Finlandia Jaana Argillander Merja Hannele Hanski Tanja Kari |        |